# Prodavač času
Prodavač času je povídková sbírka spisovatele Jaroslava Havlíčka vydaná posmrtně roku 1968. Jedná se o jednu z jeho stěžejních povídkových sbírek.

## Obsah
Celé dílo je výrazně pesimistické, vyjadřuje problematiku všedního dne a boj člověka s existencí. Je také výrazně autobiografické (viz např. povídka Prodavač času,).
Sedm z šestnácti povídek zobrazuje život úředníka Kalvacha, otce od rodiny, který v sobě bojuje s mnoha pocity (např. porážka od svého syna ve hře v šachy či utajovaná láska k rodinné známé) a často se dostává do paranormálních situací (povídka Svatá noc nebo Poutník v mlze).
Sbírka je rozdělena do tří částí. Na konci prvního oddílu se autor rozloučil s mládím, na konci druhého překračuje hrdina práh života a smrti, na konci třetího hrdina sice již zemřel, ale prožil život plný lásky a boje.

## Kapitoly
- Svatá noc
- Dobrodružství
- Pes
- Vše pro dítě
- Notesy Vasila Osipoviče Slovkina
- Apríl
- Prodavač času
- Děvka páně
- Amorek smrti
- Dědictví po živé
- Zlodějíček
- Pan Bych
- Past
- Partie šachu
- Poslední kolo
- Poutník v mlze